# Sembakkam
Sembakkam is een panchayatdorp in het district Chengalpattu van de Indiase staat Tamil Nadu. 

## Demografie
Volgens de Indiase volkstelling van 2001 wonen er 22.671 mensen in Sembakkam, waarvan 51% mannelijk en 49% vrouwelijk is. De plaats heeft een alfabetiseringsgraad van 83%. 